# Gastronomía de las Maldivas

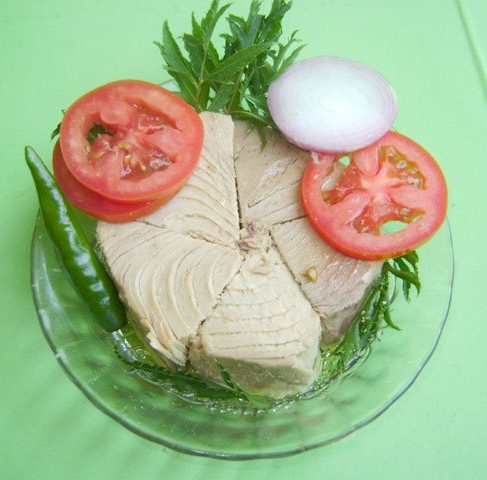
El atún es un ingrediente esencial en muchos platos.

La gastronomía de las Islas Maldivas, también llamada cocina dhivehi es la cocina propia de este archipiélago del océano índico y de las islas Laquedivas, que forman parte de la India, pero étnica, cultural y geográficamente están emparentadas con las Maldivas. 
La cocina tradicional de las Maldivas se basa en tres elementos principales y sus derivados: el coco, los pescados y almidones.

## Coco
El coco se usa en forma rallada; se exprime para obtener leche de coco y aceite de coco para platos fritos. Para rallar un coco se usa un instrumento tradicional llamado hunigondi. Se trata de una silla larga y baja con una hoja de acero dentada en su extremo. El coco rallado se usa en platos como el mas huni.
El coco rallado puede remojarse en agua y exprimirse para obtener leche de coco (kaashi kiru). La leche de coco es un ingrediente esencial en muchos currys maldivos y otros platos.

## Pescado

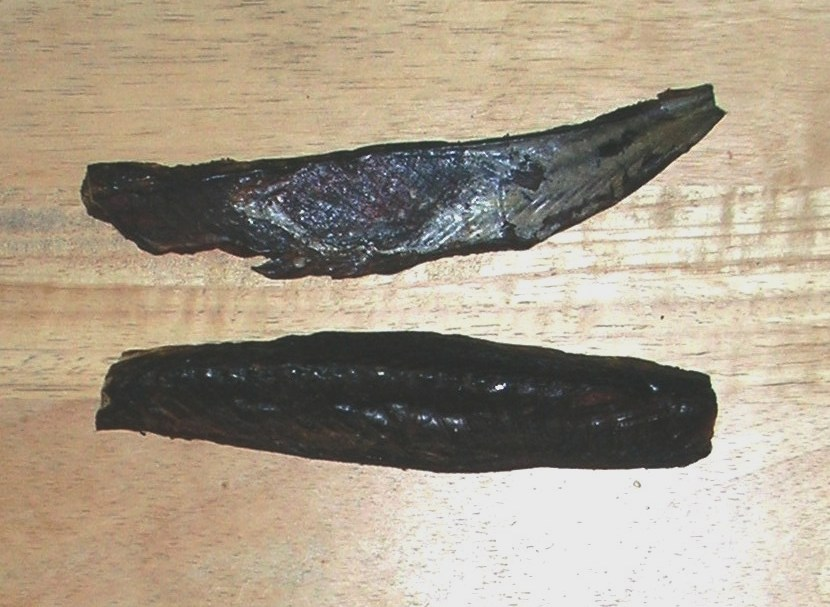
Dos piezas (ari) de pescado de Maldivas producido industrialmente.

El pescado favorito es el atún listado (Katsuwonus pelamis) fresco o dejado secar. Otros pescados de la dieta maldiva son el atún chico (latti), el atún de aleta amarilla (kanneli), la melva (raagondi), el selar (mushimas), el guajú (kurumas), el dorado (fiyala) y la caballa (rimmas). Éstos se suelen cocer.
El atún procesado (pescado estilo Maldivas) se usa como trozos o como virutas. Para preparar curry, el atún crudo o procesado aún blando se corta en secciones de 1 cm de grosor. El atún seco se usa principalmente para hacer comidas cortas llamadas gulha, masroshi, kulhi bōkiba, kavaabu, bajiya (la versión local de la samosa india) y fatafolhi. Mezclado con coco, cebolla y chile, es un elemento esencial para el desayuno de Maldivas, conocido como Mas huni. A diferencia de los isleños del Pacífico, las Maldivas no tienen la tradición de comer pescado crudo.
La pasta marrón espesa a base de atún conocida como rihaakuru también es un elemento esencial en la cocina maldiva.

## Almidones
Se cocinan el arroz, el cual se come hervido o molido (harina de arroz), tubérculos como el taro (ala), la batata (kattala) o la yuca (dandialuvi). También se consumen frutas como el frutipan o (bambukeyo) o los pandanos (kashikeyo), que se sirven cocidos. El pandano también se come crudo tras haber sido cortado en trozos delgados.

## Curry
El curry más importante en la cocina de las Maldivas se cocina con atún fresco cortado en dados y se conoce como mas riha. También el kukulhu riha (pollo al curry), que se cocina con una mezcla diferente de especias.
Los curries de verduras en las Maldivas incluyen los que usan bashi (berenjena), tora (Luffa aegyptiaca), barabō (calabaza), chichanda (Trichosanthes cucumerina) y muranga (Moringa oleifera), así como plátanos verdes y algunas hojas como sus ingredientes principales. Por lo general, se agregan trozos de pescado maldivo para darle al curry vegetal un cierto sabor. Los curries generalmente se comen con arroz al vapor o con roshi (o chapati).

## Galería
|               |
| Kandu kukulhu |

|               |
| Kandu kukulhu |

|          |
| Mas riha |

|          |
| Mas huni |

|                          |
| Currys y porotta en Malé |

|                       |
| Masroshi (aperitivos) |

|                         |
| Bonda de Maliku (India) |

|                              |
| Mas huni con chapati (roshi) |